# Natalie Bauer-Lechner
Natalie Bauer-Lechner (9 de maig de 1858 a Penzing, avui un barri de Viena - 8 de juny de 1921 a Viena) va ser una prestigiosa violista. Fou també companya i confident durant molts anys de Gustav Mahler, i les anotacions en diaris i cartes que ella va fer i conservar en part en la seva obra Mahleriana, han esdevingut una font directa excepcional per al coneixement de la vida i l'obra de Mahler, sobretot pel que fa als anys abans de casar-se amb Alma.

## Vida
Natalia Anna Juliana Bauer-Lechner era la filla gran del llibreter universitari vienès Rudolf Lechner (1822–1895) i la seva esposa Julia, de soltera von Winiwarter (1831–1905). La família va tenir unes altres tres filles i un fill. Va rebre classes privades i després va estudiar violí i acompanyament de piano al Conservatori de Viena, d'on va egressar el 1872. En el conservatori es va trobar per primera vegada amb Mahler; encara que ell assistí a aquest centre en els anys 1875–1878 (després de la graduació de Natalie), sembla que ella mantenia un dret d'ús de les instal·lacions mentre la seva germana petita Ellen hi continuava estudiant.
El 27 de desembre de 1875, amb disset anys, es va casar amb el catedràtic de tecnologia química de l'Escola Tècnica Superior de Viena, Alexander Bauer, vidu amb tres filles. El 19 de juny de 1885 aquest matrimoni va ser dissolt de mutu acord.

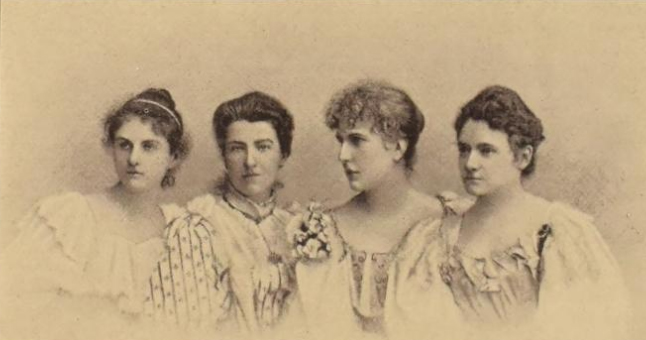
Ella Finger-Bailetti, Natalie Bauer-Lechner, Lucy Campbell, Marie Soldat-Röger, el quartet de corda de Marie Soldat-Röger

Els anys següents va viure i treballar a Viena com a violista i professora particular de violí. De 1895 a 1913 va tocar la viola en el quartet de corda femení Soldat-Röger String Quartet, compost per Marie Soldat-Röger (primer violí, alumna de Joseph Joachim), Elly Finger-Bailetti (segon violí, des de 1898 Elsa von Plank) i Lucy Herbert-Campbell (violoncel, des de 1903 Leontine Gärtner). El quartet va debutar l'11 de març de 1895 a la sala Bösendorfer de Viena i entre 1895 i 1913 va oferir 51 concerts a Viena i alguns altres en gires per l'estranger.

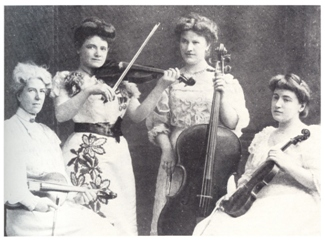
Natalie Bauer-Lechner, a l'esquerra, amb les altres components del segon quartet de corda format per Marie Soldat-Roeger

En aquests anys Bauer-Lechner es va vincular a Gustav Mahler; va respondre a una invitació que li havia fet temps enrere de traslladar-se a Budapest, on era director de l'Òpera Real. Van ser els anys en què ella escrigué, com una cronista atenta, els diaris on plasmava els detalls de la seva activitat musical i vida personal, testimoni privada com era de la creació i revisió de les seves obres i també de les primeres representacions i actuacions a les sales de concerts. Aquesta relació va acabar després del compromís del músic amb Alma Mahler.L'època central de la relació entre Mahler i Bauer-Lechner havia estat el període entre 1890 i 1902.
En anys posteriors Natalie Bauer-Lechner va destacar com a feminista i pacifista. El 1907 va publicar el llibre Fragmenti. Gelerntes und Gelebtes, una col·lecció d'aforismes i assajos sobre temes artístics, polítics, filosòfics i psicològics, en els quals la relació amb la qüestió femenina és més forta. En concret s'hi aborden assumptes específicament femenins en els capítols “Amor i ofici”, “Socialisme i qüestió femenina”, “Educació dels nens”, “Les dones – Qüestions sexuals” i “Vestimenta de les dones”. L'article pacifista publicat el 1918 Über den Krieg [Sobre la guerra] la va conduir a la presó per alta traïció. El 1921 Natalie Bauer-Lechner va ingressar en el Sanatori del Comerç de Viena fins al 26 de febrer. Després va viure fins a la seva mort a casa del seu germà Oskar. Allí se li van proporcionar uns ingressos diaris de 300 corones austríaques. En morir, les seves pertinences, incloent-hi el seu violí, van ser taxades en 77.000 corones, la qual cosa contradiu altres fonts que indiquen que va morir en la pobresa. Natalie Bauer-Lechner va ser enterrada en el mauseoleu de la família Lechner al cementiri central de Viena.

## Els diaris
La seva obra Mahleriana, basada en el contingut d'un diari privat no conservat escrit durant els anys 1890–1912, ofereix una valuosa visió, any rere any, de la vida professional i privada de Mahler. Es tracta d'una voluminosa col·lecció de notes aparentment derivades d'uns trenta diaris que ja no existeixen. Durant la seva vida en van ser publicats breus extractes en dues revistes: anònimament a Der Merker (abril de 1913) i signats amb el seu nom a Musikblätter des Anbruch (abril de 1920). Erinnerungen an Gustav Mahler [Records de Gustav Mahler] es va publicar el 1923, i representa una selecció extreta dels materials disponibles.
L'especialista en Mahler Henry-Louis de la Grange tingué fins que va morir el manuscrit de Mahleriana, que no està intacte. Moltes pàgines han estat arrencades per mans desconegudes, i no hi ha indicis sobre què poden haver contingut. Durant la seva vida, Natalie Bauer-Lechner havia prestat el manuscrit a amics i coneguts i aquesta pràctica segurament ha facilitat l'eliminació de material.
Se suposa també que, en algun moment, hi hagué entre els seus papers una col·lecció de notes que consignaven converses amb Siegfried Lipiner, amic de Mahler durant molts anys. Se'n desconeix el parador actual.

## Obres
- Fragmenti: Gelerntes und Gelebtes. Wien 1907
- Erinnerungen an Gustav Mahler. I. P. Tal & Co., Wien-Leipzig 1923. Edició corregida i augmentada: Herbert Killian (Ed.), Knud Martner (Anmerkungen): Gustav Mahler in den Erinnerungen von Natalie Bauer-Lechner. Wagner, Hamburg 1984, ISBN 3-921029-92-9.

## Recreació
Al 2010 es va fer una pel·lícula documental que narrava aquesta relació entre tots dosː Meine Zeit wird kommen. Gustav Mahler in den Erinnerungen von Natalie Bauer-Lechner, dirigida per Beate Thalberg, amb la interpretació de Petra Morzé i Robert Ritter.